# Оскар Кумметц
Оскар Кумметц (нім. Oskar Kummetz; нар. 21 липня 1891, Ілово, Нейденбург — пом. 17 грудня 1980, Нойштадт) — німецький воєначальник часів Третього Рейху, генерал-адмірал Крігсмаріне (1944). Кавалер Лицарського хреста Залізного хреста (1941).

## Біографія
1 квітня 1910 року вступив в Імператорські військово-морські сили кадетом, проходив навчання на крейсері «Вікторія Луїза». В 1912 році закінчив військово-морське училище в Мюрвіку.
З 1 жовтня 1912 року служив на лінійному кораблі «Гельголанд», з 4 квітня 1913 року — «Позен».
Учасник Першої світової війни. З 31 березня 1916 року — вахтовий офіцер на різних міноносцях (V108, V1, G-11), з 20 березня 1918 року — командир міноносця G-10.
Після демобілізації армії залишений на флоті, з 7 лютого 1919 командир тральщика М-84, з 11 жовтня 1919 по 18 березня 1920 року — офіцер для доручень при 2-му батальйоні берегової оборони в Вільгельмсгафені.
З травня 1920 року служив в береговій обороні, з 26 вересня 1922 командир міноносця V-1.
З 15 вересня 1924 року 3-ю офіцер Адмірал-штабу в штабі військово-морської станції «Північне море». 1 жовтня 1927 року призначений командиром 3-й півфлотилії міноносців.
З 28 вересня 1929 року — 3-й офіцер Адмірал-штабу в командуванні флотом, з 1 жовтня 1932 року — референт Управління бойової підготовки Морського керівництва.
З 4 жовтня 1934 року — командувач міноносцями.
30 вересня 1937 року очолив штаб військово-морської станції «Остзеє». З 31 жовтня 1938 по 20 жовтня 1939 року — начальник штабу флоту. З 21 грудня 1939 року — начальник торпедної інспекції ОКМ.
Під час операції «Везерюбунг» у квітні 1940 року командував бойовою групою «Осло», в яку входили важкі крейсери «Блюхер» і «Лютцов», легкий крейсер «Емден», 3 міноносці (R18, R19 і Rau 8), 3-тя флотилія тральщиків (8 кораблів) і 2 китобоя. На кораблях перебували близько 2 000 чоловік десанту. В ході бою 9 квітня флагман «Блюхер» загинув, і командування перейшло до командира «Лютцова» капітана-цур-зее А. Тіле. Надалі «Лютцов» також отримав важкі пошкодження і з ладу вийшов міноносець.
З 3 червня 1942 по 18 лютого 1943 року — командувач крейсерами, потім до 29 лютого 1944 року командувач бойовою групою, основні сили якої були зосереджені в Північній Норвегії.
З 1 березня 1944 року і до кінця війни очолював Вище морське командування «Балтійське море».
23 липня 1945 року інтернований британською владою. 30 листопада 1946 року звільнений.

## Нагороди
Військова кар'єра
- 1 квітня 1910 — кадет ВМС
- 15 квітня 1911 — фенріх ВМС
- 27 вересня 1913 — лейтенант-цур-зее
- 22 березня 1916 — обер-лейтенант-цур-зее
- 1 січня 1921 — капітан-лейтенант
- 1 грудня 1928 — корветтен-капітан
- 1 липня 1934 — фрегаттен-капітан
- 1 квітня 1936 — капітан-цур-зее
- 1 січня 1940 — контр-адмірал
- 1 квітня 1942 — віце-адмірал
- 1 березня 1943 — адмірал
- 16 вересня 1944 — генерал-адмірал

- Залізний хрест
  - 2-го класу (30 червня 1916)
  - 1-го класу (27 вересня 1918)
- Німецький кінний знак
- Почесний хрест ветерана війни з мечами (січень 1935)
- Медаль «За вислугу років у Вермахті» 4-го, 3-го, 2-го і 1-го класу (25 років)
- Орден Заслуг (Угорщина), командорський хрест (20 серпня 1938)
- Застібка до Залізного хреста
  - 2-го класу (14 жовтня 1939)
  - 1-го класу (12 квітня 1940)
- Медаль «У пам'ять 22 березня 1939 року» (14 березня 1940)
- Лицарський хрест Залізного хреста (18 січня 1941)
- Нагрудний знак флоту (5 лютого 1942)